# Pytania do księżyca
Pytania do księżyca – piąty studyjny album Edyty Geppert wydany w 1997 roku.
Na tym albumie są 3 utwory z dwóch pierwszych studyjnych albumów Edyty Geppert.

## Lista utworów
1. "Pytania do księżyca" (sł. M.Dagnan - muz. A.Rybiński)
2. "Pocieszanka" (sł. M.Dagnan - muz. A.Rybiński)
3. "Czy pamiętasz jak to było..." (sł. B.Olewicz - muz. A.Rybiński)
4. "A gdy uznamy, że to już" (sł. J.Wołek - muz. H.Alber)
5. "Bezkrólewie" (sł. J.Wołek - muz. H.Alber)
6. "Prawdziwa historia Odyseusza" (sł. M.Dagnan - muz. H.Alber)
7. "Więc nie dziw się" (sł. J.Ficowski - muz. A.Rybiński)
8. "Sen o życiu" (sł. M.Dagnan - muz. A.Rybiński)
9. "Landrynki" (sł. P.Tomczak - muz. H.Alber)
10. "Lepiej... lub Horyzont 2000" (sł. M.Dagnan - muz. W.Trzciński)
11. "Zamiast" (sł. M.Czapińska - muz. W.Korcz)
12. "Modlitwa do dobrego Boga" (sł. J.Ficowski - muz. A.Rybiński)
13. "Rozmowa z Dziadkiem" (sł. i muz. J.Porębski)
14. "Poeci nie zjawiają się przypadkiem" (sł. Ł.Matulewicz-Gazda i M.Dagnan - muz. I.Talkow)

## Informacje uzupełniające
Nagrań dokonano w Studio Izabelin w październiku i listopadzie 1996.
Zdjęcia: Jacek Poremba
Projekt graficzny: Paweł Wroniszewski